# سمروتی ونکات
سمروتی ونکات یک هنرپیشه هندی است که بیشتر در فیلم‌های زبان تامیل ظاهر می‌شود. او اولین بازیگری خود را با فیلم موفق تجاری سرنخ (به هندی: Thadam) در سال ۲۰۱۹ انجام داد.
علاوه بر فیلم، سمروتی تبلیغات تجاری مانند Levista (قهوه)، کی‌لان، Tanishq و همچنین در موزیک ویدیوی رپ Rakesh Sethulingam بازی کرده‌است.

## فیلم‌شناسی
| سال  | عنوان                 | نقش(ها)                | یادداشت                 |        |
| ---- | --------------------- | ---------------------- | ----------------------- | ------ |
| ۲۰۱۵ | ایندرو نترو نالایی    | گزارشگر تلویزیون پریام | نقش بی‌اعتبار            |        |
| ۲۰۱۹ | سرنخ                  | آنانتی                 | اولین فیلم به عنوان سرب | [ ۴ ]  |
| ۲۰۲۰ | پاترا وایتا نروپوندرو | رادیکا                 |                         | [ ۵ ]  |
| ۲۰۲۰ | الهه دانا             | دیوامریتام (دیوا)      |                         | [ ۶ ]  |
| ۲۰۲۱ | جنگل                  | یاسمن                  |                         | [ ۷ ]  |
| ۲۰۲۱ | ترپوگال ویرکاپادوم    | بهاراتی                |                         | [ ۸ ]  |
| ۲۰۲۲ | ماران                 | شوتا (چیتو)            |                         | [ ۹ ]  |
| ۲۰۲۲ | مانمادا لیلی          | آنو                    |                         | [ ۱۰ ] |
| ۲۰۲۲ | جنایت جنایت است       | پری‌یا                  |                         | [ ۱۱ ] |
| ۲۰۲۲ | دژاوو                 | پوجا                   |                         | [ ۱۲ ] |
| ۲۰۲۳ | بدو عزیزم بدو         | صوفیه                  |                         | [ ۱۳ ] |

### سریال‌های تلویزیونی
| سال  | عنوان                 | نقش                       | شبکه            |
| ---- | --------------------- | ------------------------- | --------------- |
| ۲۰۲۲ | ودهاندی: افسانه ولونی | آناندی                    | سری اصلی آمازون |
| ۲۰۲۳ | ایالی                 | معلم انگلیسی (حضور مهمان) | زی۵             |

## نماهنگ
| سال  | ترانه                                     | نقش    | موسیقی            | یادداشت                                     |
| ---- | ----------------------------------------- | ------ | ----------------- | ------------------------------------------- |
| ۲۰۱۶ | "رپ راکش ۱۲ صبح" (ترانه توانمندسازی زنان) | سرب زن | رپ راکش ستولینگام | موزیک ویدیو منتشر شده توسط Vijay Sethupathi |
| ۲۰۲۱ | انودا باشا                                | سرب زن | NV Arun           | خواننده: SPBalasubramaniam                  |